# 纳尔斯多夫
纳尔斯多夫是德国萨克森州的一个市镇。总面积24.49平方公里，总人口1757人，其中男性895人，女性862人（2011年12月31日），人口密度72人/平方公里。